# Стефанія Вільчинська
Стефанія Вільчинська (пол. Stefania Wilczyńska; 26 травня 1886, Варшава, Російська імперія — 6 серпня 1942, Треблінка) — вихователька і педагог, колега і соратник Януша Корчака, яка розділила з ним і дітьми з Будинку сиріт загибель в газовій камері.

## Біографія
Стефанія Вільчинська народилася в польській родині єврейського походження. Батько — текстильний фабрикант Юліан (Ісаак) Вільчинський (пол. Izaak Wilczyński; ?–1911); мати — Соломія Вальфиш (пол. Salomea Walfisz; ?–1929). Закінчила приватну школу Ядвіги Сікорської (пол. Jadwiga Sikorska) у Варшаві, потім факультет природничих наук Льєзького університету в Бельгії, у 1906 році вивчала природні науки в Женевському університеті в Швейцарії.
Повернувшись до Варшави, працювала волонтером у притулку для єврейських сиріт. Притулок, розташований у старій будівлі церкви, перебував у занедбаному стані. Вільчинська налагодила його роботу і незабаром була призначена на керівну посаду. Там у 1909 році познайомилася з Янушем Корчаком, співпраця з яким з перервами тривала аж до смерті обох в Треблінці. 
Разом з Корчаком заснувала і вела Будинок сиріт для єврейських дітей у Варшаві (1912–1942) на Крохмальній вулиці, 92, де застосовувалися новаторські педагогічні методики, що виховують у дітях почуття власної гідності. Будинок сиріт був організований за моделлю держави, керованої дітьми — в ньому була своя «конституція», існували виборний дитячий парламент, товариський суд і судова рада.
За спогадами одного з колишніх вихованців, організація Будинку сиріт працювала з чіткістю механізму швейцарського годинника. За свідченням біографа Корчака Бетті Джин Ліфтон, «майже для всіх сиріт Стефа була „серцем, мозком, доглядальницею, матір'ю“». Діти називали її «пані Стефа».
Стефанія Вільчинська керувала будинком за відсутності Корчака під час Першої світової війни і під час його подорожі в Палестину в 1934 і 1936 роках. Думаючи про переселення на Близький Схід, у 1935 році Вільчинська також їздила в Палестину, жила в кібуці Ейн-Харод, але перед війною повернулася до Польщі.
Після початку німецької окупації, в 1940 році Будинок сиріт був переведений в гетто. Друзі пропонували Вільчинській втекти з Польщі, але вона відмовилася і залишилася з Корчаком і дітьми.
Влітку 1942 року було прийнято рішення про депортацію Будинку сиріт в табір смерті. Вранці 6 серпня в Будинку пролунала команда «Alle Juden raus!». Співробітники могли покинути притулок, але вирішили залишитися з дітьми до кінця. Діти вишикувалися в колони по чотири і у супроводі вихователів та оточенні фашистської охорони пішли на Умшлагплац, звідки їх в товарних вагонах відправили в Треблінку. Перший загін вів Януш Корчак, другий Стефанія Вільчинська. За спогадами очевидця, секретаря єврейської громади у Варшаві Наума Ремба, на відміну від натовпу людей, що кричали, коли нацисти заганяли їх у поїзди, діти з притулку йшли «зі спокійною гідністю»:
|                                        | Це було схоже не на завантаження в товарні вагони, а на марш мовчазного протесту проти режиму убивць ... Такої процесії ще не бачили людські очі.Оригінальний текст (англ.) This was no march to the train cars, but rather a mute protest against this murderous regime… A procession the like of which no human eye has ever witnessed. |
| — Ліфтон, 2004, гл. 37: Останній марш… | |

## Пам'ять і нагороди

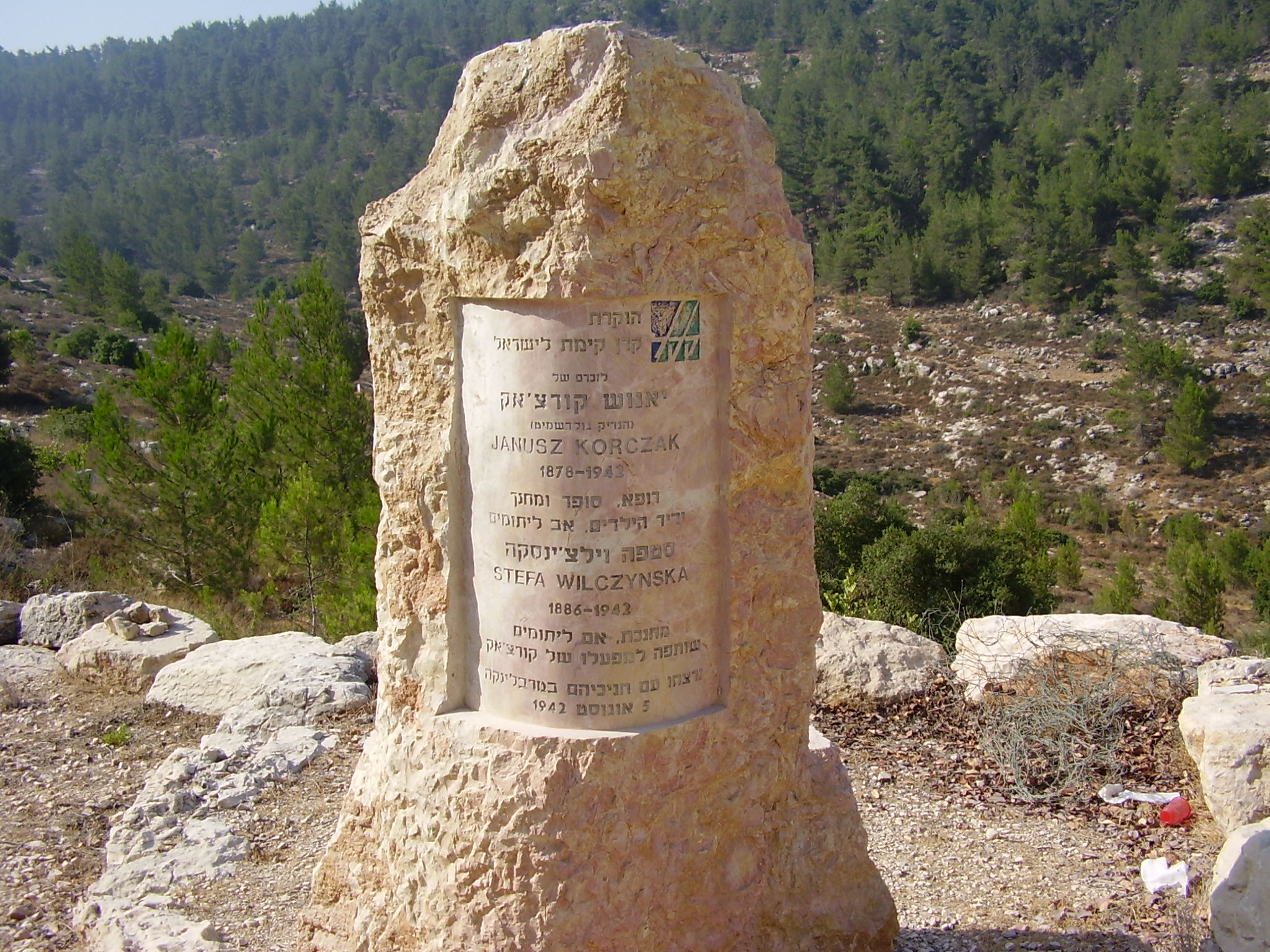
Меморіал Янушу Корчаку і Стефанії Вільчинській на Горі вітру під Єрусалимом

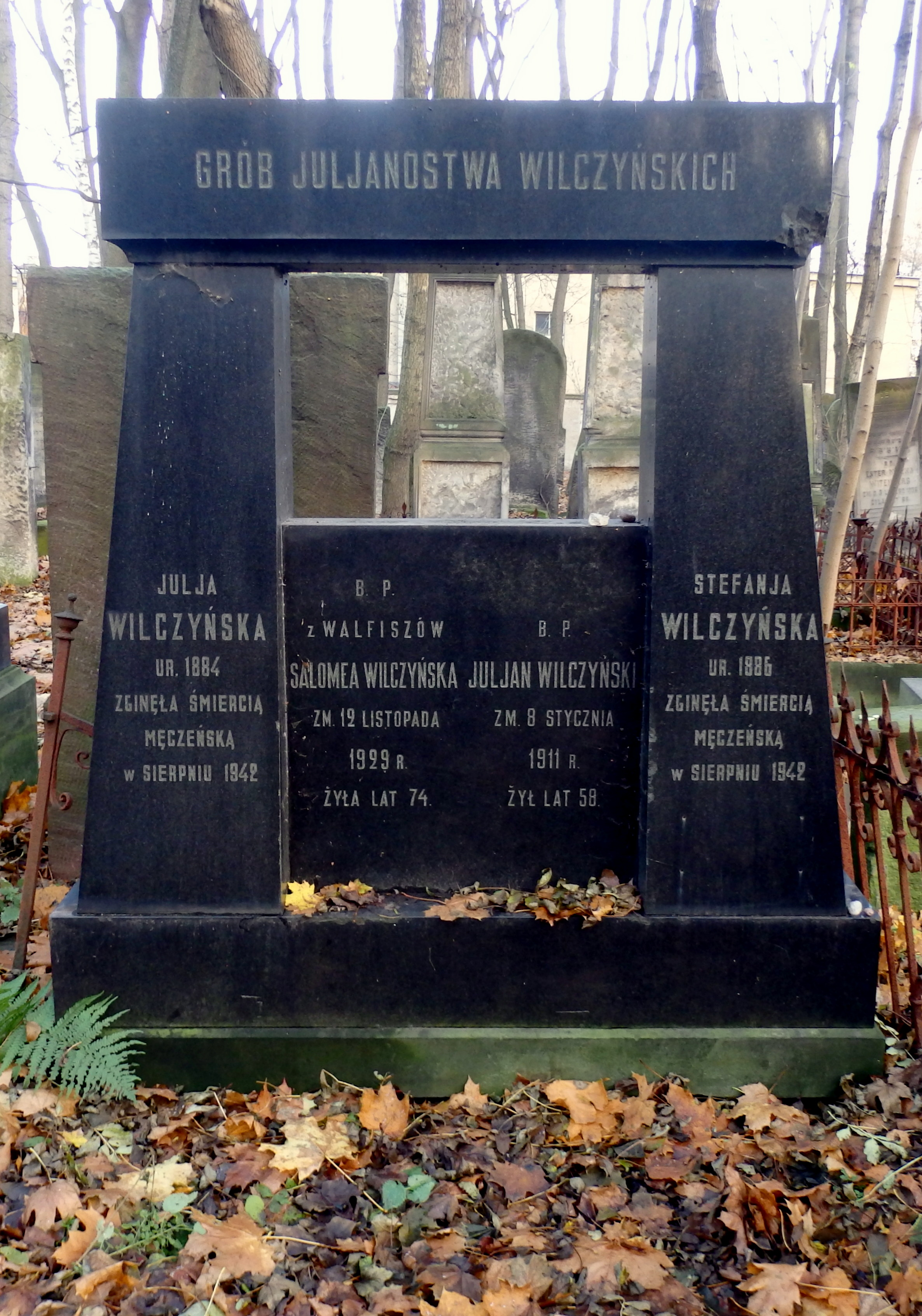
Символічна могила Стефанії Вільчинської на Єврейському цвинтарі у Варшаві

Символічна могила Стефанії Вільчинської знаходиться на місці поховання її батьків, на варшавському Єврейському цвинтарі (діл. 64, ряд 1). Меморіал Янушу Корчаку і Стефанії Вільчинській встановлено на Горі вітру під Єрусалимом.
У 1947 році Стефанію Вільчинську посмертно нагороджено срібним Хрестом Заслуги.
У 2004 році у Варшаві посмертно видано книгу Стефанії Вільчинської «Слово дітям і педагогам».
У травні 2013 року група польських громадських діячів виступила зі зверненням про присвоєння імені Стефанії Вільчинської алеї поряд з Музеєм історії польських євреїв у Варшаві.
У 2015 році в Польщі видано декілька книг, присвячених історії життя Стефанії Вільчинської.